# 邦達里夫希納
51°9′15″N 34°34′54″E / 51.15417°N 34.58167°E
邦達里夫希納（烏克蘭語：Бондарівщина）是位於烏克蘭東北部的村莊，由蘇梅州蘇梅區的米科拉伊夫卡乡級市鎮負責管轄。該村處於克雷哈河畔，距離亞斯特魯比內和迪布羅瓦1.5公里，海拔高度151米，2001年人口63。